# Consulat général d'Espagne à Marseille
 (février 2023).
Si vous disposez d'ouvrages ou d'articles de référence ou si vous connaissez des sites web de qualité traitant du thème abordé ici, merci de compléter l'article en donnant les références utiles à sa vérifiabilité et en les liant à la section « Notes et références ».
Le consulat général d'Espagne à Marseille est une représentation consulaire du Royaume d'Espagne en France. Créé [Quand ?], il est situé rue Édouard Delanglade, à Marseille, en Provence-Alpes-Côte d'Azur.